# Hemsjötjärnarna
Hemsjötjärnarna är en sjö i Örnsköldsviks kommun i Ångermanland och ingår i Moälvens huvudavrinningsområde.